# Potočani (Velika)
Potočani su naselje u Republici Hrvatskoj u Požeško-slavonskoj županiji, u sastavu općine Velika.

## Zemljopis
Potočani su smješteni 2 km zapadno od Velike,  susjedna naselja su Stražeman na zapadu, Radovanci na istoku i Draga na jugu.

## Stanovništvo
Prema popisu stanovništva iz 2001. godine Potočani su imali 188 stanovnika, dok su prema popisu stanovništva iz 1991. godine imali 194 stanovnika.
| broj stanovnika | 157   | 142   | 155   | 162   | 171   | 190   | 210   | 237   | 196   | 218   | 203   | 177   | 176   | 194   | 188   | 182   | 159   |
|                 | 1857. | 1869. | 1880. | 1890. | 1900. | 1910. | 1921. | 1931. | 1948. | 1953. | 1961. | 1971. | 1981. | 1991. | 2001. | 2011. | 2021. |